# Eduardo de Habich
Eduardo Juan de Habich Mauersberger (nombre nativo en polaco: Edward Jan Habich), (Varsovia, 31 de enero de 1835 – Lima, 31 de octubre de 1909) fue un ingeniero y matemático polaco nacionalizado peruano. 
Participó del Levantamiento de enero de 1863 en su patria natal. Después de una estadía en Francia, se afincó desde 1869 en el Perú, llegando a ser Ciudadano Honorario de dicho país. Dictó cátedra inicialmente en la Universidad de San Marcos. Participó de la fundación de la Escuela Especial de Ingenieros de Construcciones Civiles y de Minas de Lima (actualmente Universidad Nacional de Ingeniería) en 1876 durante el gobierno del presidente Manuel Pardo, siendo también su primer director hasta su fallecimiento.

## Biografía
Sus padres fueron Ludwik Habich – un funcionario de la Comisión del Tesoro de lo que se llamaba Polonia del Congreso (o Zarato de Polonia, una monarquía constitucional en unión personal con el Imperio ruso a través del Zar ruso) – y Matylda Mauersberger. La familia, con orígenes en Osnabrück (Alemania), ya se había asimilado a la cultura polaca. Según la tradición familiar, Eduardo, siendo alumno del último grado de secundaria en la Escuela de la Gobernación de Varsovia, le dio una bofetada al director de su plantel, por lo que tuvo que abandonar la Escuela. Aproximadamente por el año 1852, ingresó al Ejército ruso a través de la Escuela de Artillería de San Petersburgo (conocida también como Escuela de Artillería Mijailovskaya), obteniendo el título de Oficial de Artillería. Luchó en la Guerra de Crimea, después de la cual tomó parte activa en la construcción del arsenal de la ciudad de Kiev como parte de su servicio militar.
En 1858 se retiró del servicio activo en el ejército ruso y viajó a París a fin de continuar sus estudios en la Escuela de Puentes y Caminos, considerada en aquella época como la mejor escuela de ingeniería en el mundo. Ya siendo ingeniero, retornó a Polonia para plegarse al Levantamiento de enero de 1863. Se debe recordar que, en ese entonces, Polonia estaba dividida entre el Imperio ruso, el Imperio austríaco y el Reino de Prusia, pero existía un sentimiento nacionalista pro-unificador entre el pueblo polaco. Como teniente coronel, formó un destacamento armado con su hermano Gustaw (Gustavo), pero el levantamiento fue derrotado por el ejército ruso. Fugaron ambos a París, donde Edward llegó a dirigir la Escuela Superior Polaca fundada allí por los emigrantes de Polonia, trabajo al cual renunció en 1868.
En 1869, gracias a la gestión de Ernest Malinowski, firmó un contrato de locación de servicios – por tres años – con el Estado peruano a través del representante del gobierno del Perú en Francia. El contrato estipulaba que entraba al servicio de la República del Perú para ejecutar, de acuerdo con las órdenes del gobierno, todos los trabajos relacionados con su profesión, particularmente los trabajos hidráulicos. Asimismo, se comprometía a la creación de una Escuela de Ingenieros, en caso de que el gobierno lo decidiera.
Llegó al Perú en diciembre de 1869. Desde enero de 1870 cumplió con varios estudios y misiones encargadas por el Estado peruano, como los trabajos de construcción del Ferrocarril de La Oroya y la participación en la comisión encargada de redactar un nuevo Reglamento del Cuerpo de Ingenieros. En 1872, el Estado peruano le renovó el contrato, y el presidente de la República, Manuel Pardo, le encargó viajar a Europa para conseguir profesores, programas, libros y material de enseñanza para la futura Escuela de Minas. En cumplimiento de esta misión, comprometió e hizo venir al Perú a los mejores técnicos de la emigración polaca: Folkierski, Babiński, Kluger, Ksawery Wakulski y otros. Él mismo vino a ser el fundador y primer director de la Escuela Especial de Ingenieros de Construcción Civiles y Minas, inaugurada en 1876 y conocida actualmente como la Universidad Nacional de Ingeniería (UNI).
En 1880, durante la Guerra del Pacífico, las instalaciones de la Escuela de Ingenieros se convirtieron en el cuartel general de las tropas chilenas. Don Eduardo realizó algunas gestiones y logró salvaguardar parte del archivo de la secretaría y de la dirección.
Fue miembro fundador de la Sociedad Geográfica de Lima, presidente de la Asociación de Ingenieros, autor de la iniciativa de publicar el periódico científico “Anales de construcciones civiles y de minas del Perú” y co-organizador de uno de los observatorios astronómicos más altos del mundo.
Casado con Virginia Brando, tuvo cuatro hijos varones y una hija, Jadwiga. Su Hijo Eduardo de Habich Brando se casó con Marta María Trefogli, Hija del Arquitecto suizo Michele Trefogli.
Sus restos reposan en un mausoleo ubicado en el Cementerio Presbítero Matías Maestro de Lima.